# Формирование Дальневосточного казачества
Формирование Дальневосточного казачества — исторический процесс заселения казачеством территории Дальнего Востока, был одним из формирующих факторов в начале этой экспансии и сопутствующем в процессе расселения и ассимиляции крайне дисперсного и малочисленного коренного населения.
История казачества на Дальнем Востоке России следует вести от албазинских казаков Хабарова и основанной Никифором Черниговским в 1665 году на Амуре (ныне с. Албазино Амурской области) крепости Албазин на реке Амуре в 1651 году.
Территориально казачество на Дальнем Востоке формировалось из нескольких войсковых групп — амурских, забайкальских, уссурийских и камчатских казаков — с похода Атласова 1699 года и якутских казаков — с похода енисейских казаков под началом сотника Бекетова 1631—1632 годов, когда был основан и Якутский острог. В период конца XIX — начала XX вв. происходило сильное наращивание казачьего населения на Дальнем Востоке за счёт переселения староказачьего населения с Дона, Оренбурга и Терека.